# Djur i fara
Djur i fara är ett naturprogram med Linda Isacsson som premiärsändes på TV4 2007. I programmet reser hon runt och tittar på utrotningshotade djur och hur de lever i olika delar av världen, bland annat pandor, schimpanser, tigrar och orangutanger.